# フランシス・ブーシェ
フランシス・ブーシェ（Francis Bouchet）は、フランスの映画監督、テレビプロデューサーである。モーリス・シェレール（のちのエリック・ロメール）、ジャック・リヴェットとともに『ラ・ガゼット・デュ・シネマ』誌を創刊したことで知られるヌーヴェルヴァーグの映画作家である。

## 来歴・人物
1948年前後から、当時20代のリセ教師だったモーリス・シェレールが主宰するシネクラブである「シネクラブ・デュ・カルチェ・ラタン」に参加し始める。同クラブには当時まだ10代だったジャン＝リュック・ゴダール、リスボンからソルボンヌに留学していたシェレールと同世代のエルネスト・ド・スーザらがいた。1949年7月29日 - 8月5日、ジャン・コクトーを会長としアンドレ・バザンらが主宰したシネクラブ「オブジェクティフ49」が開催した「呪われた映画祭」に同シネクラブのメンバーも参加、フランソワ・トリュフォーと出会う。1950年5月、同クラブが発行していた機関誌の改変を主導、批評誌『ラ・ガゼット・デュ・シネマ』としてロメール、リヴェットとともに創刊する。同誌にはゴダールがハンス・リュカス名義で記事を書いていた。同誌は11月には廃刊して、バザンらによる『カイエ・デュ・シネマ』創刊に合流する。
1950年代後半から、ロメール、リヴェット、ゴダール同様に映画製作の現場に入っていく。1958年、劇作家のレイモン・ヴォジェルがドキュメンタリー作家クリス・マルケルとともに撮ったドキュメンタリー『Le Siècle a soif（世紀は渇いている）』に、助監督として参加している。
1961年に監督した『Fleurs de feu（火の花）』は、ブーシェによる最初の本格的短篇映画のひとつであり、ジャック・ラカリエールの小説を原作にミシェル・サンドレに音楽を依頼した。1963年には短篇『Liberté de la nuit（夜の自由）』を撮り、翌1964年には『Le Temps d'une nuit（ある夜の時間）』を撮る。『ある夜の時間』の撮影は、4年後にボリス・ヴィアン原作の映画『うたかたの日々』（1968年）の撮影監督となったジャン＝ジャック・ロシュがつとめており、出演に俳優のジェラール・ダリュー、歌手のコレット・マニーの名が見られ、音楽にジャズサックス奏者ギイ・ラフィット、ゴダールの『勝手にしやがれ』（1959年）のスコアを書いたジャズピアニストマルシャル・ソラルを起用している。
1970年代からはテレビドキュメンタリーの世界に入っていく。レジスタンス運動に参加した女性の民族学者ジェルメーヌ・ティヨンに取材したドキュメンタリー『Un certain regard: Germaine Tillion』を演出したり（1974年9月14日放映）、ジュール・ヴェルヌに関して取材した30分のドキュメンタリー『Les Voyages de Monsieur Verne』を演出している（シリーズ『Fenetre sur』、1978年10月12日放映）。また『6x2』（1976年）で数学者ルネ・トムへのインタビューを行ったゴダールとアンヌ＝マリー・ミエヴィル同様に、テレビドキュメンタリー『René Thom ou la théorie des catastrophes（ルネ・トムあるいはカタストロフ理論）』の演出もしている。
その後、1980年代には少なくともテレビプロデューサーとしての活動を行っていたようだが、エリック・ロメールの述懐にその名が登場する以外は、フランシス・ブーシェの名を思い出されることは少なく、資料も断片的である。日本で公開された作品は、編集技師をつとめたジョゼ・ベナゼラフ監督の『湖のもだえ』のみである。ヌーヴェルヴァーグ前夜、そして初期を彩る知られざる固有名詞である。

## フィルモグラフィ
- Le Siècle a soif　ドキュメンタリー　1958年　助監督　監督レイモン・ヴォジェル、脚本クリス・マルケル、音楽ジョルジュ・ドルリュー、編集アンリ・コルピ、ナレーションミシェル・オクレール
- Fleurs de feu　短篇　1961年　監督　原作ジャック・ラカリエール、音楽ミシェル・サンドレ
- 湖のもだえ Cover girls　1963年　編集　監督・脚本ジョゼ・ベナゼラフ
- Liberté de la nuit　短篇　1963年　監督　音楽アントワーヌ・デュアメル
- Le Temps d'une nuit　短篇　1964年　監督・脚本　撮影ジャン＝ジャック・ロシュ、音楽ジャック・バトラー、ギイ・ラフィット、マルシャル・ソラル、出演ルネ＝ジャン・ショファール、ジェラール・ダリュー、コレット・マニー
- Temps d'une nuit　1964年　脚本
- Aquarelle　短篇　1965年　編集　監督ドミニク・ドルーシュ、音楽ピエール・アヴレー、撮影ジルベール・デュアルド、ピエール・グーピル、ジャン・パンゼル
- René Thom ou la théorie des catastrophes　ドキュメンタリーテレビ映画　197*年　監督
- Un certain regard: Germaine Tillion　ドキュメンタリーテレビ映画　1974年　監督　出演ジェルメーヌ・ティヨン、製作ミシェル・アントニオス
- Les Voyages de Monsieur Verne　ドキュメンタリーテレビ映画　1978年　監督

## 関連事項
- ジャック・ラカリエール（Jacques Lacarrière）
- ミシェル・サンドレ（Michel Sendrez）
- アントワーヌ・デュアメル（Antoine Duhamel）
- ドミニク・ドルーシュ（Dominique Delouche）
- ジェラール・ダリュー（Gérard Darrieu）
- コレット・マニー（Colette Magny）
- ギイ・ラフィット（Guy Lafitte）
- マルシャル・ソラル（Martial Solal）
- ジャン＝ジャック・ロシュ（Jean-Jacques Rochut）